# Grand Prix Formule 1 van Oostenrijk 1981
De Grand Prix Formule 1 van Oostenrijk 1981 werd gehouden op 16 augustus 1981 op de Österreichring.

## Uitslag
| Positie | Nummer | Rijder             | Team          | Ronden | Tijd/Opgave     | Startplaats | Punten |
| ------- | ------ | ------------------ | ------------- | ------ | --------------- | ----------- | ------ |
| 1       | 26     | Jacques Laffite    | Ligier-Matra  | 53     | 1:27:36.47      | 4           | 9      |
| 2       | 16     | René Arnoux        | Renault       | 53     | + 5.17          | 1           | 6      |
| 3       | 5      | Nelson Piquet      | Brabham-Ford  | 53     | + 7.34          | 7           | 4      |
| 4       | 1      | Alan Jones         | Williams-Ford | 53     | + 12.04         | 6           | 3      |
| 5       | 2      | Carlos Reutemann   | Williams-Ford | 53     | + 31.85         | 5           | 2      |
| 6       | 7      | John Watson        | McLaren-Ford  | 53     | + 1:31.14       | 12          | 1      |
| 7       | 11     | Elio de Angelis    | Lotus-Ford    | 52     | +1 Ronde        | 9           |        |
| 8       | 8      | Andrea de Cesaris  | McLaren-Ford  | 52     | +1 Ronde        | 18          |        |
| 9       | 28     | Didier Pironi      | Ferrari       | 52     | +1 Ronde        | 8           |        |
| 10      | 32     | Jean-Pierre Jarier | Osella-Ford   | 51     | +2 Rondes       | 14          |        |
| 11      | 17     | Derek Daly         | March-Ford    | 47     | +6 Rondes       | 19          |        |
| NF      | 22     | Mario Andretti     | Alfa Romeo    | 46     | Motor           | 13          |        |
| NF      | 9      | Slim Borgudd       | ATS-Ford      | 44     | Remmen          | 21          |        |
| NF      | 29     | Riccardo Patrese   | Arrows-Ford   | 43     | Motor           | 10          |        |
| NF      | 14     | Eliseo Salazar     | Ensign-Ford   | 43     | Oliedruk        | 20          |        |
| NF      | 4      | Michele Alboreto   | Tyrrell-Ford  | 40     | Versnellingsbak | 22          |        |
| NF      | 23     | Bruno Giacomelli   | Alfa Romeo    | 35     | Brand           | 16          |        |
| NF      | 6      | Héctor Rebaque     | Brabham-Ford  | 32     | Koppeling       | 15          |        |
| NF      | 30     | Siegfried Stohr    | Arrows-Ford   | 27     | Oververhitting  | 24          |        |
| NF      | 15     | Alain Prost        | Renault       | 26     | Ophanging       | 2           |        |
| NF      | 25     | Patrick Tambay     | Ligier-Matra  | 26     | Motor           | 17          |        |
| NF      | 12     | Nigel Mansell      | Lotus-Ford    | 23     | Motor           | 11          |        |
| NF      | 27     | Gilles Villeneuve  | Ferrari       | 11     | Ongeluk         | 3           |        |
| NF      | 33     | Marc Surer         | Theodore-Ford | 0      | Distributie     | 23          |        |
| NQ      | 3      | Eddie Cheever      | Tyrrell-Ford  |        |                 |             |        |
| NQ      | 36     | Derek Warwick      | Toleman-Hart  |        |                 |             |        |
| NQ      | 35     | Brian Henton       | Toleman-Hart  |        |                 |             |        |
| NQ      | 31     | Beppe Gabbiani     | Osella-Ford   |        |                 |             |        |

## Statistieken
| Pole-position | René Arnoux     | Renault      | 1:32.018 |
| Snelste ronde | Jacques Laffite | Ligier-Matra | 1:37.62  |

## Noot
- Dit was de vijfde Grand Prix-start voor een Chileense coureur.
- Dit was de vijfentwintigste podiumplaats en de vijfde Grand Prix-winst voor Jacques Laffite.

1963 · 1964 · 1970 · 1971 · 1972 · 1973 · 1974 · 1975 · 1976 · 1977 · 1978 · 1979 · 1980 · 1981 · 1982 · 1983 · 1984 · 1985 · 1986 · 1987 · 1997 · 1998 · 1999 · 2000 · 2001 · 2002 · 2003 · 2014 · 2015 · 2016 · 2017 · 2018 · 2019 · 2020 · 2021 · 2022 · 2023 · 2024 · 2025